# (5091) Isakovskij
(5091) Isakovskij es un asteroide perteneciente al cinturón de asteroides, descubierto el 25 de septiembre de 1981 por la astrónoma soviética Liudmila Chernyj desde el Observatorio Astrofísico de Crimea (República de Crimea), Rusia).

## Designación y nombre
Designado provisionalmente como 1981 SD4. Fue nombrado Isakovskij en honor al poeta ruso Mijaíl Isakovski.